# Veronica Piris
Veronica Piris (Narni, 19 marzo 1986) è una cantante italiana.

## Biografia
Figlia di padre argentino, chitarrista, e madre italiana, dopo alcune esperienze dal vivo in vari locali, nel 2002 partecipa al Festival di Castrocaro, venendo eliminata; l'anno successivo partecipa alla trasmissione televisiva I Raccomandati, condotta da Carlo Conti, ed a seguito di ciò viene notata da Mario Lavezzi, che la vuole come interprete del duetto Passionalità scritto assieme a Maurizio Costanzo.
Il 29 settembre 2005 si tiene un concerto-tributo dedicato alle canzoni di Lucio Battisti, dove Veronica interpreta Le tre verità assieme a Mario Lavezzi e Ettore Diliberto. Dal tributo nasce una compilation dal titolo Grazie Lucio, tra gli altri interpreti Dolcenera, Simona Bencini ed Alberto Fortis.
Nel 2006 pubblica il suo album d'esordio Domani donna, anticipato dal singolo Il gioco e seguito dal singolo La caramella. Nello stesso anno vince, insieme ai Dik Dik, l'ottava edizione del Premio Battisti, dedicato a Lucio Battisti, e partecipa al Festival musicale della Valdichiana con Lavezzi, Dolcenera, Gigi Finizio, Massimo Di Cataldo ed altri.

## Discografia parziale

### CD
- 2006: Domani donna (Edel Music)